# مارينا سيدروف
مارينا سيدروف (الروسية: Марина Григорьевна Сидорова) (و. 1950  م) هي منافسة ألعاب القوى، وعداءة سريعة روسية، ولدت في سانت بطرسبرغ، شاركت في الألعاب الأولمبية الصيفية 1972، وبطولة أوروبا لألعاب القوى 1971، و1977 IAAF World Cup ‏، وكأس العالم لألعاب القوى 1979 ‏، وبطولة أوروبا لألعاب القوى 1974.

## روابط خارجية
- مارينا سيدروف على موقع الاتحاد الدولي لألعاب القوى (الإنجليزية)
- مارينا سيدروف على موقع اللجنة الأولمبية الدولية (الإنجليزية)
- مارينا سيدروف على موقع أوليمبيديا (الإنجليزية)